# Amandine Roche
Amandine Roche, née en 1974, est une avocate française des droits de l’homme auprès des Nations unies et de la Commission européenne. Elle est également journaliste, écrivaine et photographe. Ses efforts pour la consolidation de la paix se concentrent sur la démocratie, les élections, les droits de l’homme, la liberté d’expression, l’éducation, la sensibilisation des médias, l’égalité des sexes et l’émancipation des jeunes comme moyens de parvenir à la non-violence,,.

## Biographie

### Environnement familial
Enfant, sa grand-mère paternelle lui lit des histoires de grands mystiques et d’explorateurs, Amandine se promet de parcourir le monde comme journaliste et photographe. Réfugiée politique en France, sa mère fuit le régime communiste en Pologne, alors que sa propre mère avait été victime du fascisme et déportée dans un camp de concentration pendant la guerre.
Elle passe ses vacances scolaires chez sa famille maternelle, soumise comme toute la population aux privations étatiques. Elle grandit ainsi dans une atmosphère tournée vers la justice et entreprend à 18 ans des études de droit à Bordeaux pour devenir journaliste,.

### Rencontre et études
Peu de temps après, Amandine Roche rencontre le Dalaï-lama qui vient donner une conférence sur la résistance non violente des moines tibétains. Alors que la jeune femme s’assoit dans les premiers rangs, des moines tibétains s’installent à côté d’elle. Lorsque le Dalaï-lama arrive, il rit en découvrant cette tête blonde au milieu des moines chauves. « Il m’a bénie », se souvient-elle émue.
À la suite de cette rencontre qui change sa vie, Amandine étudie le droit international et les droits de l'homme pour devenir avocate. Elle rédige une thèse de sciences politiques sur le Panchen-lama, un enfant de six ans emprisonné par les autorités chinoises. Il est à l'époque le plus jeune prisonnier politique au monde. En 1996, alors qu’elle a 22 ans, Roche est reporter au service culturel du journal La Croix. Elle écrit des articles sur la musique, le théâtre, la photographie, l’architecture et le cinéma. Deux ans plus tard, elle part à Dharamsala dans le nord de l’Inde, où résident le gouvernement tibétain en exil et le Dalaï-lama,,.

### Engagement humanitaire
En 2000, elle poursuit avec un Master de Relations Internationales, part en Asie centrale sur les traces de l’exploratrice Ella Maillart et se découvre une passion plus particulière pour les afghans pris sous les tirs des Talibans et qui se réfugient à la frontière avec le Tadjikistan. Amandine Roche, chargée par l’Unicef de leur venir en aide, déclare : « Je pensais aller en enfer. C’est un paradis terrestre que j’ai découvert ». Elle rencontre des hommes et des femmes gardant le sourire malgré une situation pourtant extrême, « comme si de rien n’était », résilients, courageux et généreux,,.
Après trois tentatives pour se rendre en Afghanistan, elle rencontre à Islamabad, au Pakistan, le neveu d’un chef Taliban, ministre des affaires étrangères. Quand Amandine Roche décline son nom, le neveu comprend Amanuddin Khosh, qui signifie dans sa langue, le farsi, « l’heureuse gardienne de la paix ». Y voyant un signe de Dieu, elle devient une invitée d’honneur en Afghanistan,.
Amandine arrive à Kaboul la veille des attentats du 11 septembre 2001. Le lendemain, l’Alliance du Nord bombarde l’aéroport en représailles à l’assassinat du commandant Massoud par les Talibans. Apprenant par la radio les attentats aux États-Unis et la possibilité d'une réponse imminente, elle quitte l'Afghanistan, laissant derrière elle une enfant en pleurs : « J’aurais aimé l’emmener et ne pas la laisser là où George Bush allait bombarder… Je lui ai écrit une lettre symbolique et promis que je reviendrai dans son pays pour travailler à la paix »,.
Amandine Roche continue à parcourir l'Asie et l'Europe, publie en 2003 Nomade sur la voie d’Ella Maillart, en fait la promotion et reçoit le prix de la Société des explorateurs français. Puis, elle repart à Kaboul où elle travaille pour l’Unesco, puis pour l'ONU comme directrice du bureau d’éducation civique à Kaboul dans le cadre de la première élection présidentielle organisée après la chute du régime des Talibans. Son rôle consiste à expliquer aux Afghans ce que sont la démocratie et les droits de l’homme, les encourager à aller voter et encourager les femmes à prendre leur destin en main, malgré la menace des Talibans,,.

### Découverte de la spiritualité
Ayant rencontré un grand succès auprès des Afghanes et des nomades, Amandine est elle-même régulièrement menacée de mort. Après un an et demi de présence, trois de ses collègues sont enlevés devant son bureau, puis exécutés. Elle est alors rapatriée en France où elle subit le contre-coup du stress et d'un syndrome post-traumatique. Refusant de prendre des « médicaments chimiques », Amandine consulte un guérisseur ayurvédique qui lui interdit de retourner en Afghanistan et lui conseille de pratiquer la méditation pour se protéger. En Ardèche, alors qu'elle est auprès de ses parents, elle découvre qu'à cinq minutes de là vit Arnaud Desjardins, un maître spirituel auprès duquel elle apprend la méditation,.
Déclinant une invitation de l'ONU à retourner en Afghanistan, Amandine Roche préfère rejoindre pour la seconde fois le Dalaï-lama à Dharamsala, cette fois-ci en tant que maître spirituel et non plus comme leader politique. Elle assiste à ses cours tous les matins à 6 heures et un enseignement la marque plus particulièrement : « Vous ne pouvez pas apporter la paix à l'extérieur si vous ne travaillez sur la paix intérieure. La paix dans le monde commence par soi ». Suivant ce précepte, elle décide de prendre du temps pour se reconstruire. Commence alors à Dharamsala en plein hiver, une retraite de Vipassana avec 11 h de méditation par jour pendant 10 jours, commençant à 4 heures du matin,.
Puis, elle parcourt l'Inde en quête des maîtres spirituels qui incarnent la paix intérieure et la non-violence, pour continuer à approfondir le yoga et la méditation. Ainsi, elle se rend compte que ces pratiques sont « non seulement le meilleur moyen pour elle de vivre une existence heureuse et harmonieuse, mais aussi la seule et unique solution pour le monde »,,.
Forte de ces nouveaux acquis, Amandine Roche retourne en Afghanistan en 2009. Dans un pays où l'ONU lui fournit casque, gilet pare-balles et voiture blindée, elle est témoin de menaces, de violence et d’attentats. Étant là pour mettre en place un programme d’éducation civique pendant l’élection présidentielle dont elle est également observatrice, elle constate une fraude massive de la part du pouvoir en place. Alors qu'un second tour est prévu, des assassinats sont orchestrés par les Talibans parmi les équipes internationales chargées des élections, auxquels elle échappe grâce à son intuition,,.
Le dernier conflit, qui a débuté avec le renversement du gouvernement taliban par les États-Unis en 2001, a tué des milliers de soldats et de civils, et coûté des dizaines de milliards de dollars. Selon les chiffres des Nations unies, 2011 est l’année la plus violente depuis le début de la guerre : selon Roche, tout indique que les efforts militaires et diplomatiques occidentaux ne fonctionnent pas.

### Enseignement
La méditation l'aide à tenir, mais Amandine Roche veut œuvrer autrement pour la paix là où la démocratie marque le pas devant les Talibans. Grâce à sa pratique spirituelle quotidienne, elle gagne en sérénité. Le remarquant, ses collègues anxieux et dépressifs lui demandent de leur enseigner la méditation et le yoga. Selon une étude, 88 % des Afghans souffrent de stress post-traumatique. Amandine, qui rencontre le ministre de la Santé, réalise que rien n'est fait pour leur venir en aide – au niveau du pays ou de la communauté internationale – la santé mentale n’étant pas prioritaire.
Comprenant que sa mission est désormais de travailler sur le bien-être, Amandine Roche croise alors le Taliban qui l’avait appelé Amanuddin. Celui-ci est transformé après un long séjour en Europe et a ouvert une école pour l’éducation des filles à Kaboul, Torche de lumière. Ils s'associent pour créer la fondation Amanuddin afin de promouvoir la culture de la paix intérieure et de la non-violence – par le yoga et la méditation – à destination d'une école de 350 enfants Talibans à Kaboul, de femmes sorties de prison, de soldats – y compris Talibans –, de délégués des Nations unies,.
Alors que ses programmes de reconstruction sont très bien accueillis dans un pays pourtant musulman, Amandine Roche – mandatée en 2014 par l’ONU pour participer au dépouillement des voix aux élections en Afghanistan – constate le vide, voire la réticence de l'institution en termes de préservation de la santé mentale de ses humanitaires présents à cette occasion, qui lui racontent leurs propres traumas.
Comprenant qu’elle est loin d’être un cas isolé, elle écrit à Ban Ki-moon, lui demandant « s'il avait bien conscience de l'état sanitaire du staff envoyé en première ligne et s'il y avait des solutions ». Elle est reçue très rapidement par le chef de cabinet qui admet ne pas savoir quoi faire ; ils reçoivent des lettres d’insulte et de démission tous les jours. Amandine lui suggère alors l’idée de créer un département de préparation pour les membres de l'ONU envoyés sur le terrain.
Après un premier projet validé, mais qui s'avère inadapté en pratique, Roche recrute des experts de la pleine conscience, de yoga, de méditation, de gestion du stress et d’intelligence émotionnelle. Elle propose alors un autre programme s'appelant inner peacekeeping (maintien de la paix intérieure), lancé en 2017 en Jordanie et au Liban. Elle crée sa propre compagnie Inner Peace Corps et continue son recrutement d’experts en bien-être, envoyés dans des entreprises et dans des institutions comme l’armée française ou l'ONU au Moyen-Orient,.
Aujourd'hui, Amandine Roche enseigne partout dans le monde des cours sur l'intelligence émotionnelle, la compassion, l'altruisme, la nutrition, le sommeil, la pleine conscience, le leadership conscient, la résilience, le yoga et la méditation. Elle cite volontiers Gandhi : « Soyez le changement que vous voulez voir dans le monde », ainsi qu’Einstein : « Les problèmes ne peuvent pas être résolus avec le même état d’esprit qui les a créés ». Ces citations constituent le fondement de sa Fondation,.

## Œuvres
- Nomade sur la voie d’Ella Maillart, Arthaud-Payot, mai 2005
- Le Vol des colombes, Robert Laffont, septembre 2005